# Mesosemia synnephis
Mesosemia synnephis is een vlindersoort uit de familie van de prachtvlinders (Riodinidae), onderfamilie Riodininae.
Mesosemia synnephis werd in 1909 beschreven door Stichel.